# Аободзу
Аободзу (яп. 青坊主, «Голубой буддистский монах», «синий буддистский монах» или «незрелый буддистский монах», арх.  человек с бритой головой) — ёкай в японском фольклоре. Появляется в книге художника Ториямы Секиэна «Иллюстрированный ночной парад 100 демонов».

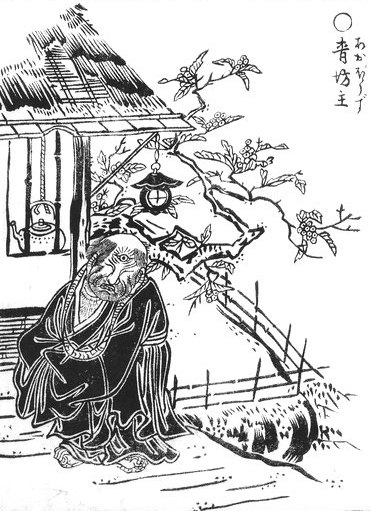
Аободзу - рисунок Ториямы Сэкиэн из книги «Иллюстрированный ночной парад 100 демонов» (画図百鬼夜行, изд. 1776)

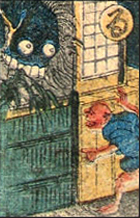
Аободзу изображение на игральных картах Обаке Карута.

Аободзу изображён в книге «Иллюстрированный ночной парад 100 демонов» как одноглазый буддистский монах, стоящий рядом с соломенной хижиной, однако, поскольку нет объяснения причин такого образа, более подробные характеристики Аободзу остаются неизвестными.
Считается, что Аободзу является прообразам для ёкая, одноглазого мальчика Хитоцумэ-кодзо, который присутствуют в книге художника Саваки Сууси Hyakkai Zukan, опубликованной в 1737 году. Существует также теория, что кандзи ао (青) в названии может также означать незрелый,неопытный, ещё не достаточно образованный священник.